# Discografia de Pete Townshend
A seguir está a discografia solo do músico de rock e artista britânico Pete Townshend. A carreira de Townshend como músico e compositor começou em 1964 como membro da banda de rock The Who, antes de se ramificar como artista solo na década de 1970.

## Álbuns de estúdio
| Ano                                     | Álbum                                       | Pico nas Paradas | Pico nas Paradas | Pico nas Paradas | Pico nas Paradas | Pico nas Paradas | Pico nas Paradas | Pico nas Paradas | Pico nas Paradas | Pico nas Paradas | Pico nas Paradas | Certificações             |
| Ano                                     | Álbum                                       | UK               | AUS              | AUT              | GER              | NED              | NZ               | NOR              | SWE              | SWI              | US               | Certificações             |
| --------------------------------------- | ------------------------------------------- | ---------------- | ---------------- | ---------------- | ---------------- | ---------------- | ---------------- | ---------------- | ---------------- | ---------------- | ---------------- | ------------------------- |
| 1972                                    | Who Came First                              | 30               | 35               | —                | —                | —                | —                | —                | —                | —                | 69               |                           |
| 1977                                    | Rough Mix (com Ronnie Lane)                 | 44               | —                | —                | —                | —                | —                | —                | —                | —                | 45               |                           |
| 1980                                    | Empty Glass                                 | 11               | 28               | —                | —                | —                | 21               | 40               | —                | —                | 5                | - RIAA: Platina           |
| 1982                                    | All the Best Cowboys Have Chinese Eyes      | 32               | 41               | —                | —                | —                | 17               | 33               | —                | —                | 26               |                           |
| 1985                                    | White City: A Novel                         | 70               | 16               | 26               | 15               | 31               | 20               | —                | 17               | 11               | 26               | - RIAA: Ouro - BVMI: Ouro |
| 1989                                    | The Iron Man: The Musical by Pete Townshend | —                | 59               | —                | —                | 39               | —                | —                | —                | —                | 58               |                           |
| 1993                                    | Psychoderelict                              | —                | —                | —                | —                | —                | —                | —                | —                | —                | 118              |                           |
| "—" denotes releases that did not chart |                                             |                  |                  |                  |                  |                  |                  |                  |                  |                  |                  |                           |

## Álbuns ao vivo
| Ano                                                 | Álbum                                   | Pico nas Paradas | Notas                                                                          |
| Ano                                                 | Álbum                                   | US               | Notas                                                                          |
| --------------------------------------------------- | --------------------------------------- | ---------------- | ------------------------------------------------------------------------------ |
| 1986                                                | Deep End Live!                          | 98               | Gravado em 1985, versão expandida de Live: Brixton Academy '85 lançada em 2004 |
| 1999                                                | A Benefit For Maryville Academy         | —                | Gravado em 1998                                                                |
| 2000                                                | Live: Sadler's Wells                    | —                | Gravado em 2000, da série de concertos Lifehouse de Townshend                  |
| 2000                                                | Live: The Empire                        | —                | Gravado em 1998                                                                |
| 2000                                                | Live: The Fillmore                      | —                | Gravado em 1996                                                                |
| 2001                                                | Live: La Jolla 22/06/01                 | —                | Gravado em 2001                                                                |
| 2001                                                | Live: La Jolla 23/06/01                 | —                | Gravado em 2001                                                                |
| 2001                                                | The Oceanic Concerts (com Raphael Rudd) | —                | Gravado em 1979–1980                                                           |
| 2003                                                | Live: Bam 1993                          | —                | Gravado em 1993, na turnê Psychoderelic de Townshend                           |
| "—" denota lançamentos que não entraram nas paradas |                                         |                  |                                                                                |

## Álbuns de trilha sonora
| Ano  | Álbum | Notas                           |
| ---- | ----- | ------------------------------- |
| 1975 | Tommy | Do filme de Ken Russell de 1975 |

## Compilações

### Álbuns
| Ano  | Álbum                                    | Notas                                                       |
| ---- | ---------------------------------------- | ----------------------------------------------------------- |
| 1996 | The Best of Pete Townshend               | Apresenta a nova música "Uneasy Street"                     |
| 2005 | Anthology                                | 2xCD                                                        |
| 2015 | Truancy: The Very Best of Pete Townshend | Apresenta novas músicas "Guantanamo" e "How Can I Help You" |

### Box sets e amostras
| Ano  | Álbum                | Notas                                        |
| ---- | -------------------- | -------------------------------------------- |
| 2000 | Lifehouse Chronicles | Box set                                      |
| 2000 | Lifehouse Elements   | Amostras de Lifehouse Chronicles.            |
| 2001 | Jai Baba             | Box set of Happy Birthday, I Am, e With Love |

## Singles
| Ano                                                 | Álbum                                                                                               | Pico nas Paradas | Pico nas Paradas | Pico nas Paradas | Pico nas Paradas | Pico nas Paradas | Pico nas Paradas | Pico nas Paradas | Pico nas Paradas | Pico nas Paradas | Pico nas Paradas | Álbum                                       |
| Ano                                                 | Álbum                                                                                               | UK               | AUS              | BEL (FL)         | CAN              | GER              | NED              | NZ               | SWE              | SWI              | US               | Álbum                                       |
| --------------------------------------------------- | --------------------------------------------------------------------------------------------------- | ---------------- | ---------------- | ---------------- | ---------------- | ---------------- | ---------------- | ---------------- | ---------------- | ---------------- | ---------------- | ------------------------------------------- |
| 1980                                                | "Rough Boys"                                                                                        | 39               | —                | —                | —                | —                | —                | —                | —                | —                | 89               | Empty Glass                                 |
| 1980                                                | "Let My Love Open the Door" b/w "Greyhound Girl", faixa não pertencente ao álbum                    | 46               | 82               | —                | 5                | —                | —                | —                | —                | —                | 9                | Empty Glass                                 |
| 1980                                                | "A Little Is Enough"                                                                                | —                | —                | —                | —                | —                | —                | —                | —                | —                | 72               | Empty Glass                                 |
| 1980                                                | "Keep on Working"                                                                                   | —                | —                | —                | —                | —                | —                | —                | —                | —                | —                | Empty Glass                                 |
| 1982                                                | "Face Dances, Pt. 2" b/w "Man Watching", faixa não pertencente ao álbum                             | —                | —                | —                | —                | —                | —                | —                | —                | —                | 105              | All the Best Cowboys Have Chinese Eyes      |
| 1982                                                | "Uniforms (Corp d'Esprit)" b/w "Dance It Away", faixa não pertencente ao álbum                      | 48               | —                | —                | —                | —                | —                | —                | —                | —                | —                | All the Best Cowboys Have Chinese Eyes      |
| 1985                                                | "Face the Face"                                                                                     | 89               | 9                | 14               | 17               | 15               | 14               | 11               | 8                | 14               | 26               | White City: A Novel                         |
| 1985                                                | "Give Blood"                                                                                        | —                | 77               | —                | —                | 61               | —                | —                | —                | —                | —                | White City: A Novel                         |
| 1986                                                | "Secondhand Love"                                                                                   | —                | —                | —                | —                | —                | —                | —                | —                | —                | —                | White City: A Novel                         |
| 1986                                                | "Barefootin'"                                                                                       | —                | —                | —                | —                | —                | —                | —                | —                | —                | —                | Deep End Live!                              |
| 1989                                                | "A Friend Is a Friend" 12" b/w "Real World (Can You Really Dance?)", faixa não pertencente ao álbum | —                | 113              | —                | —                | —                | —                | —                | —                | —                | —                | The Iron Man: The Musical by Pete Townshend |
| 1989                                                | "I Won't Run Anymore"                                                                               | —                | —                | —                | —                | —                | —                | —                | —                | —                | —                | The Iron Man: The Musical by Pete Townshend |
| 1993                                                | "English Boy"                                                                                       | 87               | —                | —                | —                | —                | —                | —                | —                | —                | —                | Psychoderelict                              |
| 1993                                                | "I Believe My Own Eyes"                                                                             | —                | —                | —                | —                | —                | —                | —                | —                | —                | —                | Psychoderelict                              |
| 1993                                                | "Don't Try to Make Me Real"                                                                         | —                | —                | —                | —                | —                | —                | —                | —                | —                | —                | Psychoderelict                              |
| 1996                                                | "Let My Love Open the Door" (remix de 1996)                                                         | 145              | —                | —                | —                | —                | —                | —                | —                | —                | —                | The Best of Pete Townshend                  |
| 2001                                                | "O' Parvardigar"                                                                                    | —                | —                | —                | —                | —                | —                | —                | —                | —                | —                | I Am/Who Came First                         |
| 2014                                                | "It Must Be Done" (com Nathan Barr)                                                                 | —                | —                | —                | —                | —                | —                | —                | —                | —                | —                | N/A (for The Americans)                     |
| 2023                                                | "Can't Outrun the Truth"                                                                            | —                | —                | —                | —                | —                | —                | —                | —                | —                | —                | N/A                                         |
| "—" denota lançamentos que não entraram nas paradas | |                  |                  |                  |                  |                  |                  |                  |                  |                  |                  |                                             |

## Outras aparições
| Ano  | Canção | Álbum                                     |
| ---- | --- | ----------------------------------------- |
| 1970 | "Content" (com Maud Kennedy), "Day of Silence", "Mary Jane", "The Seeker" (versão solo), "Begin the Beguine", e "The Love Man" | Happy Birthday                            |
| 1972 | "Baba O'Riley" (instrumental) e "O' Parvardigar"                                                                               | I Am                                      |
| 1972 | "Classified" | Glastonbury Fayre                         |
| 1976 | "His Hands", "Meher", "Sleeping Dog", e "Lantern Cabin"                                                                        | With Love                                 |
| 1982 | "Ascension Two" | Music & Rhythm                            |
| 1986 | "Life to Life" | Playing for Keeps                         |
| 2012 | "Corrina, Corrina" | Chimes of Freedom: The Songs of Bob Dylan |

## Demos

### Álbuns
| Ano  | Álbum         |
| ---- | ------------- |
| 1983 | Scoop         |
| 1987 | Another Scoop |
| 2001 | Scoop 3       |

### Compilação
| Ano  | Álbum   |
| ---- | ------- |
| 2002 | Scooped |

## Produção
| Ano  | Título                                  | Artista            | Notas                                                    |
| ---- | --------------------------------------- | ------------------ | -------------------------------------------------------- |
| 1969 | "Wilhelmina"                            | Thunderclap Newman | também baixista                                          |
| 1970 | "I See It All"                          | Thunderclap Newman | também baixista                                          |
| 1970 | "Stormy Petrel"                         | Thunderclap Newman | também baixista                                          |
| 1970 | Hollywood Dream                         | Thunderclap Newman | também baixista                                          |
| 1979 | "Peppermint Lump"/"Breakfast in Naples" | Angie              | também arranjador                                        |
| 1979 | "Spread It Around"                      | Straight Eight     | produtor executivo dos lados B "It Ain't Easy" e "Oh No" |
| 1983 | Sweet Sound                             | Simon Townshend    | [ 26 ]                                                   |
| 1991 | "She Blows My Mind"                     | The Tambourines    | [ 27 ]                                                   |
| 2003 | The Awakening                           | Raphael Rudd       | vocais em "The Awakening", gravado em 1978               |

## Teatros e clássicos

### Covers
| Ano  | Álbum | Notas |
| ---- | ----- | --- |
| 1993 | Tommy | Gravação original do elenco de uma peça musical com música e letra de Townshend e livro de Townshend & Duff McAnuff. Produzido por George Martin. |

### Adaptações
| Ano  | Álbum                | Notes                                                        |
| ---- | -------------------- | ------------------------------------------------------------ |
| 2015 | Classic Quadrophenia | Orquestrado por Rachel Fuller e conduzido por Robert Ziegler |